# オルランド・カリステ
- オーランド・カリクステ

オルランド・カリステ（Orlando Calixte、1992年2月3日 - ）は、ドミニカ共和国サントドミンゴ出身のプロ野球選手（内野手、外野手）。右投右打。中日ドラゴンズ所属。

## 経歴

### プロ入りとロイヤルズ時代

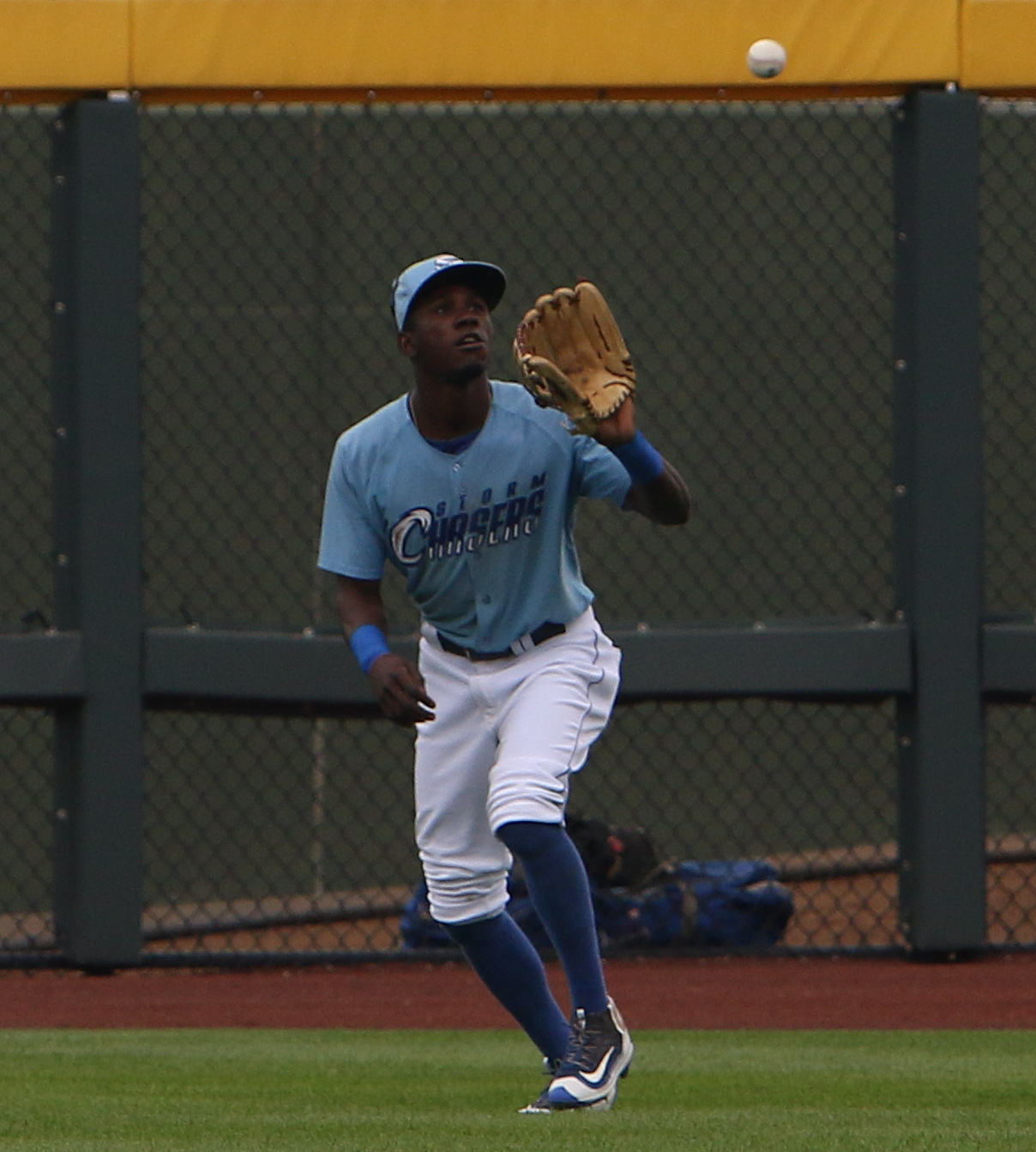
AAA級ストームチェイサーズ時代
（2016年9月3日 ウェルナー・パーク）

2010年8月28日にカンザスシティ・ロイヤルズと契約。傘下のルーキー級ドミニカン・サマーリーグ・ロイヤルズでプロデビュー。20試合に出場して打率.227・12打点・3盗塁の成績を残した。
2011年はA級ケーンカウンティ・クーガーズでプレーし、81試合に出場して打率.208・3本塁打・31打点・11盗塁の成績を残した。
2012年はまずA級ケーンカウンティでプレーし、62試合に出場して打率.241・10本塁打・34打点・2盗塁の成績を残した。6月にA+級ウィルミントン・ブルーロックスへ昇格。A+級ウィルミントンでは63試合に出場して打率.281・4本塁打・28打点・8盗塁の成績を残した。
2013年はAA級ノースウエストアーカンソー・ナチュラルズでプレーし、123試合に出場して打率.250・8本塁打・36打点・14盗塁の成績を残した。
2014年もAA級ノースウエストアーカンソーでプレーし、96試合に出場して打率.241、11本塁打・37打点・9盗塁の成績を残した。オフの11月20日にロイヤルズとメジャー契約を結び、40人枠入りした。
2015年はAAA級オマハ・ストームチェイサーズで開幕を迎えた。4月19日にメジャー初昇格を果たし、同日のオークランド・アスレチックス戦でメジャーデビュー。25日にAAA級オマハへ降格した。この年は2試合に出場して3回打席に立ったが、メジャー初安打は放てなかった。守備面では、1試合で遊撃手の守りについた。12月2日にノンテンダーFAとなったが、8日にマイナー契約で再契約した。
2016年はAA級ノースウエストアーカンソーとAAA級オマハでプレーし、2球団合計で126試合に出場して打率.274・11本塁打・43打点・19盗塁の成績を残した。11月7日にFAとなった。

### ジャイアンツ時代
2016年11月11日にサンフランシスコ・ジャイアンツとマイナー契約を結び、18日にメジャー契約を結んだ。
2017年は傘下のAAA級サクラメント・リバーキャッツで迎え、5月30日にメジャー昇格した。同日のワシントン・ナショナルズ戦にて「1番・左翼手」で先発出場すると、1回裏にジオ・ゴンザレスからメジャー初安打となる二塁打を放つなど、この試合は5打数2安打2打点と活躍した。この年メジャーでは29試合に出場して打率.143・6打点・1盗塁の成績を残した。オフの11月27日に40人枠を外れる形でAAA級サクラメントへ配属された。

### マリナーズ傘下時代
2018年11月19日にシアトル・マリナーズとマイナー契約を結んだ。
2019年は怪我のためAAA級タコマ・レイニアーズで25試合の出場にとどまり、オフの11月4日にFAとなった。
2020年は秋まではいずれの球団にも所属せず、オフのドミニカのウィンターリーグに参加した。

### メッツ傘下時代
2021年4月20日に独立リーグであるアトランティックリーグのヨーク・レボリューションと契約したが、シーズン開幕前の5月24日にニューヨーク・メッツとマイナー契約を結んだ。9月17日に自由契約となった。

### メキシカンリーグ時代
2022年1月27日にメキシカンリーグのモンテレイ・サルタンズと契約した。83試合に出場し、打率.344、13本塁打、54打点、12盗塁を記録した。

### 中日時代
2022年11月22日にNPBの中日ドラゴンズと2023年シーズンの契約を結んだことが発表された。推定年俸は3000万円。背番号は99。
2023年は、4月2日の開幕第3戦の巨人戦（東京ドーム）で来日初安打を放ったが、米国永住権の更新のため5月3日に抹消、帰国。再来日した後は二軍で調整を続け、シーズン終盤の8月22日に一軍再登録。9月1日の広島戦（マツダ）では自身NPB第1号となる本塁打と決勝打となる2号本塁打を放つと、同月18日の広島戦（バンテリンドームナゴヤ）ではサヨナラ打を含む4打点を記録。翌20日のヤクルト戦（神宮）でも2本塁打を放つなど9月は月間5本塁打と打力を発揮し、12月22日に2024年シーズンの契約に合意したことが発表された。推定年俸は5000万円。
2024年は、開幕から一軍に帯同し、ユーティリティープレイヤーとして貢献。4月半ばに高橋周平が負傷離脱して以降は三塁手に定着。同月24日の巨人戦（東京ドーム）では、1回表に赤星優志からチーム14試合ぶりとなる先制2点本塁打を放ち、チームの連敗を5で止める勝利に貢献した。同年は114試合に出場し、打率.261、7本塁打、36打点を記録。12月16日、背番号が4に変更されることが発表された。

## 選手としての特徴・人物
バッテリー（投手・捕手）以外の内・外野すべてのポジションを守ることができるユーティリティープレイヤー。強肩と俊足を生かした積極果敢な走塁も魅力。中距離打者であり、シュアな打撃に定評がある。
愛称は先住民を意味する「インディオ」。
トレードマークは黒ヒョウをかたどったネックレスであり、夫人からプレゼントされたもの。
両親はハイチ出身。

## 詳細情報

### 年度別打撃成績
| 年 度    | 球 団    | 試 合 | 打 席 | 打 数 | 得 点 | 安 打 | 二 塁 打 | 三 塁 打 | 本 塁 打 | 塁 打 | 打 点 | 盗 塁 | 盗 塁 死 | 犠 打 | 犠 飛 | 四 球 | 敬 遠 | 死 球 | 三 振 | 併 殺 打 | 打 率 | 出 塁 率 | 長 打 率 | O P S |
| -------- | -------- | ----- | ----- | ----- | ----- | ----- | -------- | -------- | -------- | ----- | ----- | ----- | -------- | ----- | ----- | ----- | ----- | ----- | ----- | -------- | ----- | -------- | -------- | ----- |
| 2015     | KC       | 2     | 3     | 3     | 1     | 0     | 0        | 0        | 0        | 0     | 0     | 0     | 0        | 0     | 0     | 0     | 0     | 0     | 0     | 0        | .000  | .000     | .000     | .000  |
| 2017     | SF       | 29    | 55    | 49    | 5     | 7     | 1        | 0        | 0        | 8     | 6     | 1     | 0        | 1     | 2     | 3     | 0     | 0     | 16    | 1        | .143  | .185     | .163     | .348  |
| 2023     | 中日     | 47    | 172   | 163   | 13    | 38    | 8        | 0        | 5        | 61    | 13    | 0     | 2        | 2     | 0     | 7     | 0     | 0     | 36    | 7        | .233  | .265     | .374     | .639  |
| 2024     | 中日     | 114   | 393   | 372   | 30    | 97    | 11       | 1        | 7        | 131   | 36    | 2     | 2        | 3     | 3     | 15    | 3     | 0     | 67    | 9        | .261  | .287     | .352     | .639  |
| MLB：2年 | MLB：2年 | 31    | 58    | 52    | 6     | 7     | 1        | 0        | 0        | 8     | 6     | 1     | 0        | 1     | 2     | 3     | 0     | 0     | 16    | 1        | .135  | .175     | .154     | .329  |
| NPB：2年 | NPB：2年 | 161   | 565   | 535   | 43    | 135   | 19       | 1        | 12       | 192   | 49    | 2     | 4        | 5     | 3     | 22    | 3     | 0     | 103   | 16       | .252  | .280     | .359     | .639  |

- 2024年度シーズン終了時

### 年度別守備成績
内野守備
| 年 度 | 球 団 | 一塁（1B） | 一塁（1B） | 一塁（1B） | 一塁（1B） | 一塁（1B） | 一塁（1B） | 二塁（2B） | 二塁（2B） | 二塁（2B） | 二塁（2B） | 二塁（2B） | 二塁（2B） | 三塁（3B） | 三塁（3B） | 三塁（3B） | 三塁（3B） | 三塁（3B） | 三塁（3B） | 遊撃（SS） | 遊撃（SS） | 遊撃（SS） | 遊撃（SS） | 遊撃（SS） | 遊撃（SS） |
| 年 度 | 球 団 | 試 合      | 刺 殺      | 補 殺      | 失 策      | 併 殺      | 守 備 率   | 試 合      | 刺 殺      | 補 殺      | 失 策      | 併 殺      | 守 備 率   | 試 合      | 刺 殺      | 補 殺      | 失 策      | 併 殺      | 守 備 率   | 試 合      | 刺 殺      | 補 殺      | 失 策      | 併 殺      | 守 備 率   |
| ----- | ----- | ---------- | ---------- | ---------- | ---------- | ---------- | ---------- | ---------- | ---------- | ---------- | ---------- | ---------- | ---------- | ---------- | ---------- | ---------- | ---------- | ---------- | ---------- | ---------- | ---------- | ---------- | ---------- | ---------- | ---------- |
| 2015  | KC    | -          | -          | -          | -          | -          | -          | -          | -          | -          | -          | -          | -          | -          | -          | -          | -          | -          | -          | 1          | 0          | 2          | 0          | 0          | 1.000      |
| 2017  | SF    | -          | -          | -          | -          | -          | -          | -          | -          | -          | -          | -          | -          | 5          | 1          | 1          | 0          | 0          | 1.000      | 4          | 5          | 2          | 0          | 0          | 1.000      |
| 2023  | 中日  | -          | -          | -          | -          | -          | -          | 1          | 1          | 2          | 0          | 0          | 1.000      | 10         | 3          | 17         | 0          | 1          | 1.000      | 34         | 47         | 94         | 3          | 19         | .979       |
| 2024  | 中日  | 28         | 173        | 10         | 1          | 12         | .995       | -          | -          | -          | -          | -          | -          | 18         | 9          | 25         | 4          | 3          | .895       | -          | -          | -          | -          | -          | -          |
| MLB   | MLB   | -          | -          | -          | -          | -          | -          | -          | -          | -          | -          | -          | -          | 5          | 1          | 1          | 0          | 0          | 1.000      | 5          | 5          | 4          | 0          | 0          | 1.000      |
| NPB   | NPB   | 28         | 173        | 10         | 1          | 12         | .995       | 1          | 1          | 2          | 0          | 0          | 1.000      | 28         | 12         | 42         | 4          | 4          | .931       | 34         | 47         | 94         | 3          | 19         | .979       |

外野守備
| 年 度 | 球 団 | 左翼（LF） | 左翼（LF） | 左翼（LF） | 左翼（LF） | 左翼（LF） | 左翼（LF） | 中堅（CF） | 中堅（CF） | 中堅（CF） | 中堅（CF） | 中堅（CF） | 中堅（CF） | 右翼（RF） | 右翼（RF） | 右翼（RF） | 右翼（RF） | 右翼（RF） | 右翼（RF） | 外野（OF） | 外野（OF） | 外野（OF） | 外野（OF） | 外野（OF） | 外野（OF） |
| 年 度 | 球 団 | 試 合      | 刺 殺      | 補 殺      | 失 策      | 併 殺      | 守 備 率   | 試 合      | 刺 殺      | 補 殺      | 失 策      | 併 殺      | 守 備 率   | 試 合      | 刺 殺      | 補 殺      | 失 策      | 併 殺      | 守 備 率   | 試 合      | 刺 殺      | 補 殺      | 失 策      | 併 殺      | 守 備 率   |
| ----- | ----- | ---------- | ---------- | ---------- | ---------- | ---------- | ---------- | ---------- | ---------- | ---------- | ---------- | ---------- | ---------- | ---------- | ---------- | ---------- | ---------- | ---------- | ---------- | ---------- | ---------- | ---------- | ---------- | ---------- | ---------- |
| 2017  | SF    | 9          | 11         | 0          | 2          | 0          | .846       | 2          | 1          | 0          | 0          | 0          | 1.000      | 3          | 3          | 0          | 0          | 0          | 1.000      | -          | -          | -          | -          | -          | -          |
| 2024  | 中日  | -          | -          | -          | -          | -          | -          | -          | -          | -          | -          | -          | -          | -          | -          | -          | -          | -          | -          | 61         | 11         | 53         | 3          | 0          | .975       |
| MLB   | MLB   | 9          | 11         | 0          | 2          | 0          | .846       | 2          | 1          | 0          | 0          | 0          | 1.000      | 3          | 3          | 0          | 0          | 0          | 1.000      | -          | -          | -          | -          | -          | -          |
| NPB   | NPB   | -          | -          | -          | -          | -          | -          | -          | -          | -          | -          | -          | -          | -          | -          | -          | -          | -          | -          | 61         | 11         | 53         | 3          | 0          | .975       |

- 2024年度シーズン終了時

### 記録

#### NPB
初記録
- 初出場・初先発出場：2023年4月1日、対読売ジャイアンツ2回戦（東京ドーム）、「6番・遊撃手」で先発出場
- 初打席：同上、2回表にフォスター・グリフィンから遊併打
- 初安打：2023年4月2日、対読売ジャイアンツ3回戦（東京ドーム）、3回表に赤星優志から右越二塁打[17]
- 初打点：2023年4月6日、対東京ヤクルトスワローズ3回戦（バンテリンドーム ナゴヤ）、3回裏に石川雅規から左前適時打[34]
- 初本塁打：2023年9月1日、対広島東洋カープ19回戦（MAZDA Zoom-Zoom スタジアム広島）、3回表に玉村昇悟から左中間越ソロ
- 初盗塁：2024年6月7日、対東北楽天ゴールデンイーグルス1回戦（バンテリンドーム ナゴヤ）、4回裏に二盗（投手：早川隆久、捕手：太田光）

### 背番号
- 12（2015年）
- 46（2017年）
- 99（2023年[16] - 2024年）
- 4（2025年[28] - ）